# 格倫里奇公園 (加利福尼亞州)
格倫里奇公園（英語：Glenridge Park）是位於美國加利福尼亞州埃爾多拉多縣的一個非建制地區。該地的面積和人口皆未知。

## 地理
格倫里奇公園的座標為39°02′40″N 120°07′28″W / 39.04444°N 120.12444°W，而該地的平均海拔高度為1936米（即6352英尺）。